# Mordella aculeata
Mordella aculeata es una especie de coleóptero de la familia Mordellidae.

## Subespecies
- Mordella aculeata aculeata Lineo, 1758
- Mordella aculeata multilineata Champion, 1927
- Mordella aculeata nigripalpis Shchegolvera-Barovskaya, 1931

## Distribución geográfica
Habita en Europa y Corea. Se han descrito ejemplares de Mordella aculeata multilineata en Kumaon, India, y Mordella aculeata nigripalpis en Ingria, Rusia.